# Estadio Manuel Ferreira
Het Estadio Manuel Ferreira is een multifunctioneel stadion in Asuncion, een stad in Paraguay. Het stadion vernoemd naar  Manuel Ferreira Sosa (1889–1964), oud-voorzitter dan de voetbalclub Olimpia. De bijnamen van het stadion zijn 'El Bosque' of 'El Bosque de Para Uno'.
Het stadion wordt vooral gebruikt voor voetbalwedstrijden, de voetbalclub Club Olimpia Asunción maakt gebruik van dit stadion. In het stadion is plaats voor 22.000 toeschouwers. Het stadion werd geopend in 1964 en werd gerenoveerd in 1990. De afmetingen van het grasveld zijn 104 meter bij 68 meter.